# Видекинд I фон Билщайн
Видекинд I фон Билщайн (на немски: Widekind I, Graf von Bilstein; † сл. 1236) е граф на Билщайн в Тюрингия.

## Произход
Той е син на граф Вигер V фон Билщайн († сл. 1205). Внук е на граф Ерпо III фон Билщайн († сл. 1153) и правнук на граф Ругер III фон Билщайн († ok. 1124). Потомък е на граф Ругер II фон Билщайн († 1096) и на Вигер I († 981), граф в Тюрингия, маркграф на Плайсенгау.
Сестра му Берта фон Билщайн († сл. 1220) се омъжва за граф Хайнрих III фон Райхенбах († 1250), който от 1231 г. е монах в Хайна, влиза със синът си Хайнрих IV през 1219/1221 г. в Тевтонския орден и оставя графството на синът си Вигер.
През 1301 г. внукът му, последният граф Ото II фон Билщайн († 1306), продава собственостите на Хесен.

## Фамилия
Видекинд I фон Билщайн се жени за фон Шарцфелд, дъщеря на граф Буркард фон Шарцфелд-Лаутерберг († 1225) и Адела фон Глайхен († 1224), дъщеря на граф Ернст III фон Глайхен († сл. 1228) и Берта фон Лора († сл. 1211). Те имат петима сина:
- Ерпо V фон Билщайн († сл. 1262), женен за Аделхайд († сл. 1240); имат два сина Ото II († сл. 1301) и Буркхард II († сл. 1303)
- Видекинд II фон Билщайн († сл. 1269), женен за Мехтилд фон Шаумбург († сл. 1267); имат три сина
- Буркхард I фон Билщайн († сл. 1284), женен за Хайлвиг фон Плесе († пр. 1258; имат два сина и ? три дъщери
- Вигер фон Билщайн († сл. 1285)
- Ото фон Билщайн († сл. 1288)